# 호세 피렐라
호세 마누엘 피렐라(José Manuel Pirela, 1989년 11월 21일 ~ )는 베네수엘라의 야구 선수이자, 현 멕시칸 리그 디아블로스 로호스 델 멕시코의 외야수이다.

## 베네수엘라 프로야구 시절
2010년에 아길라스 델 술리아에 입단하였다.

## 미국 프로야구 시절
2014년에 뉴욕 양키스에 입단하였다.

## 일본 프로야구 시절
2020년에 히로시마 도요 카프에 입단하였다.

## 한국 프로야구 시절

### 삼성 라이온즈시절
2021년에 다니엘 팔카를 대체할 외국인 타자로 영입되었다. 2023년 시즌 후 재계약에 실패했다.

## 베네수엘라 프로야구 복귀
2023년에 아길라스 델 술리아에 복귀하였다.

## 멕시코 프로야구 시절
2024년에 디아블로스 로호스 델 멕시코에 입단하였다.